# Boschi di Decollatura
Boschi di Decollatura este o arie protejată (arie specială de conservare — SAC, sit de importanță comunitară — SCI) din Italia întinsă pe o suprafață de 101 ha, integral pe uscat.

## Localizare
Centrul sitului Boschi di Decollatura este situat la coordonatele 39°02′51″N 16°19′52″E / 39.0475°N 16.331111°E.

## Înființare
Situl Boschi di Decollatura a fost declarat sit de importanță comunitară în septembrie 1995 pentru a proteja 1 specie de animale. Situl a fost protejat și ca arie specială de conservare în iunie 2017.

## Biodiversitate
Situată în ecoregiunea mediteraneană, aria protejată conține 1 habitat natural: Păduri de Castanea sativa.
La baza desemnării sitului se află o specie protejată de  nevertebrate: Osmoderma italicum.